# Javier Delgado Prado
Pour les articles homonymes, voir Javier Delgado et Delgado.
Luis Javier Delgado Prado (né le 28 juillet 1968 à Alajuela au Costa Rica) est un joueur de football international costaricien, qui évoluait au poste de défenseur, avant de devenir entraîneur.

## Biographie

### Carrière de joueur

#### Carrière en sélection
Avec l'équipe du Costa Rica, il joue 33 matchs (pour 2 buts inscrits) entre 1992 et 2000. Il figure notamment dans le groupe des sélectionnés lors de la Gold Cup de 1993.
Il participe également à la Copa América de 1997.
Il joue enfin deux matchs comptant pour les tours préliminaires de la coupe du monde 1998.

## Palmarès

### Palmarès de joueur
| Alajuelense - Championnat du Costa Rica (8) : - Champion : 1990-91, 1991-92, 1995-96, 1996-97, 1999-00, 2000-01, 2001-02 et 2002-03. - Copa Interclubes UNCAF (2) : - Vainqueur : 1996 et 2002. |  | Costa Rica - Copa Centroamericana (1) : - Vainqueur : 1997. |

### Palmarès d'entraîneur
| Alajuelense - Championnat du Costa Rica (1) : - Champion : 2004-05. - Ligue des champions (1) : - Vainqueur : 2004. - Copa Interclubes UNCAF (1) : - Vainqueur : 2005. |  | CSD Municipal - Championnat du Guatemala (1) : - Champion : 2011 (Ouverture). |